# Ruta Estatal de California 138
La Ruta Estatal de California 138 (en inglés: California State Route 138) es una carretera estatal estadounidense ubicada en el estado de California. La carretera inicia en el Oeste desde la I 5  cerca de Gorman hacia el Este en la SR 18  cerca de Crestline, y tiene longitud de 169,6 km (105.376 mi).

## Mantenimiento
Al igual que las autopistas interestatales, y las rutas federales y el resto de carreteras estatales, la Ruta Estatal de California 138 es administrada y mantenida por el Departamento de Transporte de California por sus siglas en inglés Caltrans.

## Cruces
La Ruta Estatal de California 138 es atravesada principalmente por la SR 14  en Palmdale
I 15  cerca de Cajon Pass.